# 프레셰 공간
함수해석학에서 프레셰 공간(Fréchet空間, 영어: Fréchet space)은 완비 거리화 가능 국소 볼록 공간이다. 바나흐 공간의 일반화이다.

## 정의
프레셰 공간의 개념은 두 가지로 정의될 수 있다.
- 프레셰 공간은 특별한 완비 거리 공간의 구조를 가질 수 있는 국소 볼록 공간이다.
- 프레셰 공간은 그 위상이 특별한 반노름들이 족으로 유도될 수 있는 위상 벡터 공간이다.

첫 정의는 더 간단하며 직관적이지만, 실제 정리들을 증명하기 위해서는 둘째 정의가 더 유용하다.

### 거리 함수를 통한 정의
다음 조건을 만족시키는 국소 볼록 공간 {\displaystyle X}를 프레셰 공간이라고 한다.
- {\displaystyle X}의 위상은 평행 이동 불변(translation-invariant) 거리 함수로부터 유도될 수 있다. 또한, 이 거리 함수에 대하여 {\displaystyle X}는 완비 거리 공간이다.

이 정의에서, 거리 함수 자체는 프레셰 공간을 정의하는 데이터에 포함되지 않는다.

### 반노름을 통한 정의
실수 벡터 공간 {\displaystyle X} 위에, 반노름들의 집합
{\displaystyle \|\cdot \|_{i}\colon X\to [0,\infty )\qquad (i\in I)}
이 주어졌다고 하자. 그렇다면, 다음과 같은 기저 {\displaystyle {\mathcal {B}}}로서 {\displaystyle X}를 위상 벡터 공간으로 만들 수 있다.
{\displaystyle {\mathcal {B}}=\left\{\bigcap A\colon A\subseteq {\mathcal {S}},\;|A|<\aleph _{0}\right\}}
{\displaystyle {\mathcal {S}}=\left\{\{x\in X\colon \|x-y\|_{i}<\epsilon \}\colon \epsilon \in \mathbb {R} ^{+},\;y\in X,\;i\in I\right\}}
이 반노름 집합에 대하여 다음과 같은 세 조건들을 고려할 수 있다.
- ㈎ {\displaystyle I}로 유도되는 위상 공간은 하우스도르프 공간이다. 즉, 임의의 {\displaystyle x\in X}에 대하여, 만약 {\displaystyle \forall i\in I\colon \|x\|_{i}=0}이라면, {\displaystyle x=0}이다.
- ㈏ {\displaystyle I}는 가산 집합이다.
- ㈐ {\displaystyle I}로 유도되는 위상에서, 모든 코시 열이 수렴한다. 즉, 임의의 점렬 {\displaystyle (x_{n})_{n\in \mathbb {N} }\subseteq X}에 대하여, 만약 {\displaystyle \forall \epsilon >0\forall i\in I\exists N\in \mathbb {N} \forall m,n\geq N\colon \|x_{m}-x_{n}\|_{i}<\epsilon }이라면, {\displaystyle \exists x\in X\forall \epsilon >0\forall i\in I\exists N\in \mathbb {N} \forall n\geq N\colon \|x_{n}-x\|_{i}<\epsilon }이다.

만약 위상 벡터 공간 {\displaystyle X}의 위상이 ㈎를 만족시키는 반노름 집합으로 유도될 수 있다면, {\displaystyle X}는 하우스도르프 국소 볼록 공간이다. 만약 {\displaystyle X}의 위상이 ㈎·㈏·㈐를 모두 만족시키는 반노름 집합으로 유도될 수 있다면, {\displaystyle X}를 프레셰 공간이라고 한다.
프레셰 공간은 오직 위상 벡터 공간의 구조만 갖추고 있고, 반노름을 정의하는 데이터를 갖지 않는다. 즉, 프레셰 공간은 그 위상이 일련의 반노름들로 유도될 수 있는 위상 벡터 공간이지만, 일련의 반노름을 갖추지는 않는다.

### 정의 사이의 관계
프레셰 공간 {\displaystyle X}의 위상을 정의하는 가산 개의 반노름의 열 {\displaystyle \|-\|_{k\in \mathbb {N} }}이 주어졌다고 하자. 그렇다면, {\displaystyle X} 위에 다음과 같은 평행 이동 불변 완비 거리 함수를 줄 수 있다.
{\displaystyle d(x,y)=\sum _{k=0}^{\infty }2^{-k}{\frac {\|x-y\|_{k}}{1+\|x-y\|_{k}}}\qquad (\forall x,y\in X)}
이는 원래 반노름의 열과 같은 위상을 유도하며, 정의에 따라 자명하게 평행 이동 불변이다. 위 공식은 다음과 같은 단계로 유도되었다.
1. 함수 {\displaystyle a\mapsto a/(1+a)}는 구간 {\displaystyle [0,\infty )}를 {\displaystyle [0,1)}에 전단사로 대응시키며, 순서를 보존한다.
2. 따라서, 각 반노름들에 위 연산을 취하여, {\displaystyle d_{k}(x,y)=\|x-y\|_{k}/(1+\|x-y\|_{k})\in [0,1)}을 정의한다.
3. 이 반노름들을 모두 더하면, 반노름 집합과 같은 위상을 유도하는 거리 함수를 구성할 수 있다. 이 경우, 합이 항상 수렴하게 하기 위하여, 계수 {\displaystyle 2^{-k}}를 삽입한다.

## 성질
프레셰 공간은 바나흐 공간의 일반화이다. 바나흐 공간은 노름을 갖추지만, 프레셰 공간은 반면 거리 공간 또는 반노름의 구조를 줄 수 있으나 노름을 갖출 필요는 없다. 모든 바나흐 공간은 프레셰 공간이지만 그 역은 성립하지 않는다.
프레셰 공간의 경우 함수해석학의 주요 정리들이 성립한다. 예를 들어, 한-바나흐 정리, 열린 사상 정리, 균등 유계성 원리 등이 성립한다. 다만, 프레셰 공간에서는 (바나흐 공간과 달리) 역함수 정리가 일반적으로 성립하지 않는다.

## 예
모든 바나흐 공간은 (자명하게) 프레셰 공간이다. 즉, 이 경우 하나의 (반)노름으로 위상이 정의된다.

### 매끄러운 함수 공간
다음이 주어졌다고 하자.
- 매끄러운 다양체 {\displaystyle M}
- {\displaystyle M} 위의 매끄러운 벡터 다발 {\displaystyle E\twoheadrightarrow M}

또한, {\displaystyle M} 속에 다음 조건을 만족시키는 콤팩트 집합의 열 {\displaystyle (K_{i})_{i\in \mathbb {N} }}이 존재한다고 하자.
{\displaystyle M=K_{0}\cup K_{1}\cup K_{2}\cup \dotsb }
그렇다면, {\displaystyle l\in \{0,1,\dotsc ,\infty \}}에 대하여, {\displaystyle l}번 미분 가능한 매끄러운 단면의 집합
{\displaystyle \Gamma ^{l}(E)}
은 실수 프레셰 공간을 이룬다.
구체적으로, 다음의 데이터를 임의로 고르자.
- {\displaystyle E}의 벡터 다발 접속 {\displaystyle \nabla }
- {\displaystyle M}의 리만 계량 {\displaystyle g}
- {\displaystyle E}의 양의 정부호 계량 {\displaystyle \eta }

그렇다면, {\displaystyle \Gamma ^{\infty }(E)} 위에 다음과 같은 반노름들을 줄 수 있다.
{\displaystyle \left(\|s\|_{n,k}\right)^{2}=\sup _{y\in K_{n}}\eta _{ab}g^{i_{1}j_{1}}g^{i_{2}j_{2}}\dotsm g^{i_{k}j_{k}}(\nabla _{i_{1}}\nabla _{i_{2}}\dotsm \nabla _{i_{n}}s^{a})(\nabla _{j_{1}}\nabla _{j_{2}}\dotsm \nabla _{j_{n}}s^{b})\qquad \forall n\in \mathbb {N} ,\;k\in \mathbb {N} }
이를 통해 {\displaystyle \Gamma ^{l}(E)}는 프레셰 공간을 이룬다. 또한, 그 프레셰 공간 구조는 위에서 임의로 고른 데이터에 의존하지 않는다.
특히, 만약 {\displaystyle (M,g)}이 완비 리만 다양체일 경우, 임의의 점 {\displaystyle x\in M}에 대하여 다음과 같이 콤팩트 집합의 열을 고를 수 있다.
{\displaystyle K(x,n)=\{y\in M\colon d_{g}(x,y)\leq n\}\qquad (n\in \mathbb {N} )}
여기서 {\displaystyle d_{g}\colon M\times M\to [0,\infty )}는 리만 계량 {\displaystyle g}로 유도되는 거리 함수이다.
특히, 만약 {\displaystyle E}가 자명한 벡터 다발이라고 하자. 그렇다면, 매끄러운 함수의 공간 {\displaystyle {\mathcal {C}}^{\infty }(M,\mathbb {R} ^{n})}은 프레셰 공간이다.

### 정칙 함수 공간
복소평면 위의 정칙 함수 {\displaystyle f\colon \mathbb {C} \to \mathbb {C} }의 집합 위에 다음과 같은 반노름을 부여하자.
{\displaystyle \|f\|_{n}=\sup _{|z|\leq n}|f(z)|}
그렇다면, 이는 프레셰 공간을 이룬다.

### 수열 공간
{\displaystyle B}가 바나흐 공간이라고 하자. 모든 {\displaystyle B} 값의 수열의 공간
{\displaystyle B^{\mathbb {N} }}
위에 다음과 같은 반노름들을 부여하면, 이는 프레셰 공간을 이룬다.
{\displaystyle \|a\|_{n}=\|a_{n}\|_{B}}
이 위상 벡터 공간에서, 수렴은 성분별 수렴이다.

### 역함수 정리의 실패
매끄러운 함수들의 프레셰 공간
{\displaystyle X=\mathbb {C} ^{\infty }(\mathbb {R} ,\mathbb {R} )}
을 생각하자. 이 경우, 다음과 같은 함수를 생각할 수 있다.
{\displaystyle T\colon X\to X}
{\displaystyle T\colon f\mapsto \exp \circ f}
이 경우, 임의의 {\displaystyle f\in X}에서,
{\displaystyle \mathrm {D} T|_{f}\colon X\to X}
{\displaystyle \mathrm {D} T|_{f}\colon g\mapsto \lim _{\epsilon \to 0}{\frac {\exp(f+\epsilon g)-\exp(f)}{\epsilon }}=\exp(f)g}
이다. 임의의 {\displaystyle f\in X} 및 {\displaystyle x\in \mathbb {R} }에 대하여 {\displaystyle \exp(f(x))\neq 0}이므로, {\displaystyle T}는 모든 {\displaystyle f\in X}에서 미분 가능 함수이며, 그 미분은 가역 선형 변환이다.
{\displaystyle T}의 치역은 다음과 같이, 치역이 양의 실수로만 구성되는 매끄러운 함수들의 집합이다.
{\displaystyle \operatorname {im} T=\{f\in X\colon \forall x\in \mathbb {R} \colon f(x)>0\}}
그런데 {\displaystyle X}의 기저는
{\displaystyle B_{f,n,N,\epsilon }=\left\{g\in X\colon \max _{k\leq N}\max _{-n\leq x\leq n}|f^{(k)}(x)-g^{(k)}(x)|<\epsilon \right\}\qquad (\epsilon \in \mathbb {R} ^{+},\;f\in X,\;n,N\in \mathbb {N} )}
와 같은 꼴의 집합들로 구성되므로, {\displaystyle X}의 열린집합 가운데 {\displaystyle T}의 치역의 부분 집합인 것은 공집합 밖에 없다.

## 역사
모리스 르네 프레셰의 이름을 땄다.